# So Far Gone (EP Drake)
So Far Gone è un EP del rapper canadese Drake pubblicato il 14 settembre 2009 dalla Young Money Entertainment/Cash Money Records.

## Tracce
1. Houstatlantavegas – 4:50
2. Successful (feat. Trey Songz & Lil Wayne) – 5:51
3. Best I Ever Had – 4:17
4. Uptown" (feat. Bun B & Lil Wayne)
5. I'm Goin' In" (feat. Lil Wayne & Young Jeezy)
6. The Calm – 4:06
7. Fear – 4:40

## Classifiche
| Classifica (2009)                     | Posizione più alta |
| ------------------------------------- | ------------------ |
| Canada                                | 15                 |
| U.S. Billboard 200                    | 6                  |
| U.S. Billboard Top R&B/Hip-Hop Albums | 3                  |
| U.S. Billboard Top Rap Albums         | 2                  |